# Sturzelbronn
Sturzelbronn [ʃtyʁtsəlbʁɔn] est une commune française du département de la Moselle en région Grand Est.
Village rural de Lorraine, du pays de Bitche et du bassin de vie de la Moselle-est, Sturzelbronn est situé à 53,8 km au nord-ouest de Strasbourg. Au niveau intercommunal, la municipalité est intégrée dans la communauté de communes du Pays de Bitche qui regroupe 46 localités autour de Bitche. En 2022, la population légale est de 168 habitants, appelés les Sturzelbronnois.
Le village est surtout connu pour son ancienne abbaye cistercienne, dont il ne subsiste aujourd'hui plus que quelques rares vestiges.

## Géographie

### Localisation
Le village se situe dans la vallée de la Schnepfenbach, et la partie la plus orientale du pays de Bitche, le pays couvert, à l'extrême nord-est du département de la Moselle. Il se situe sur l'ancienne voie romaine menant de Bitche à Wissembourg, à la limite de l'Alsace.

### Géologie et relief
Commune située dans le terroir du parc naturel régional des Vosges du Nord
La commune se compose de 40,53 hectares de territoires artificialisés (5,73 %), 484,85 hectares de territoires agricoles (68,58 %) et 181,78 hectares de forêts et milieux semi-naturels (25,71 %).
Espaces naturels :
- Douze espaces protégés hors Natura 2000 :

Pottaschutte,
Neudoerfel,
Neudoerfel  - parcelle en maitrise d'usage,
Tourbière De L'Erlenmoos,
Tourbière De Dauenthal
Lutzelhardt-Adelsberg,
Rochers et Tourbières du Pays de Bitche,
Forêt de Hanau Mouterhouse Sturzelbronn Goendersberg,
Vosges du Nord. Réserve de Biosphère, zone centrale,
Vosges du Nord. Réserve de Biosphère, zone tampon.
- Deux espaces protégés Natura 2000 :

Cours d'eau, tourbières, rochers et forêts des Vosges du nord et souterrain de Ramstein,
Forêts, rochers et étangs du pays de Bitche.
- Quatre zones naturelles d'intérêt écologique, faunistique et floristique (Znieff) :

Pelouse sableuse de Pottaschutte à Sturzelbronn,
Forêts du Pays de Bitche et gîtes à chiroptères,
Pays de Bitche,
Cours d'eau et tourbières des Vosges du Nord.
Système d’information pour la gestion des eaux souterraines du bassin Rhin-Meuse : Géologie : Carte géologique; Coupes géologiques et techniques

### Sismicité
Commune située dans une zone de sismicité 3 modérée.

### Localités avoisinantes
|                     | Eppenbrunn (Allemagne) | Ludwigswinkel (Allemagne) |
| Roppeviller, Bitche | Sturzelbronn           | Obersteinbach (Bas-Rhin)  |
| Éguelshardt         | Philippsbourg          | Dambach (Bas-Rhin)        |

### Écarts et lieux-dits
Potaschhütte, Altzinsel, Bremendell, Hartzhoff, Kobrett.

### Hydrographie et les eaux souterraines

#### Réseau hydrographique
La commune est située dans le bassin versant du Rhin au sein du bassin Rhin-Meuse. Elle est drainée par le ruisseau le Schwarzbach, le ruisseau le Rothenbach, le ruisseau le Neudoerforbach, le ruisseau le Schafweiherbach, le ruisseau Moosbach et le ruisseau Schnepfenbach.
Le Schwarzbach, d'une longueur totale de 23,8 km, prend sa source dans la commune de Roppeviller et se jette  dans la Falkensteinerbach à Reichshoffen, en limite avec Kalhausen, après avoir traversé six communes.

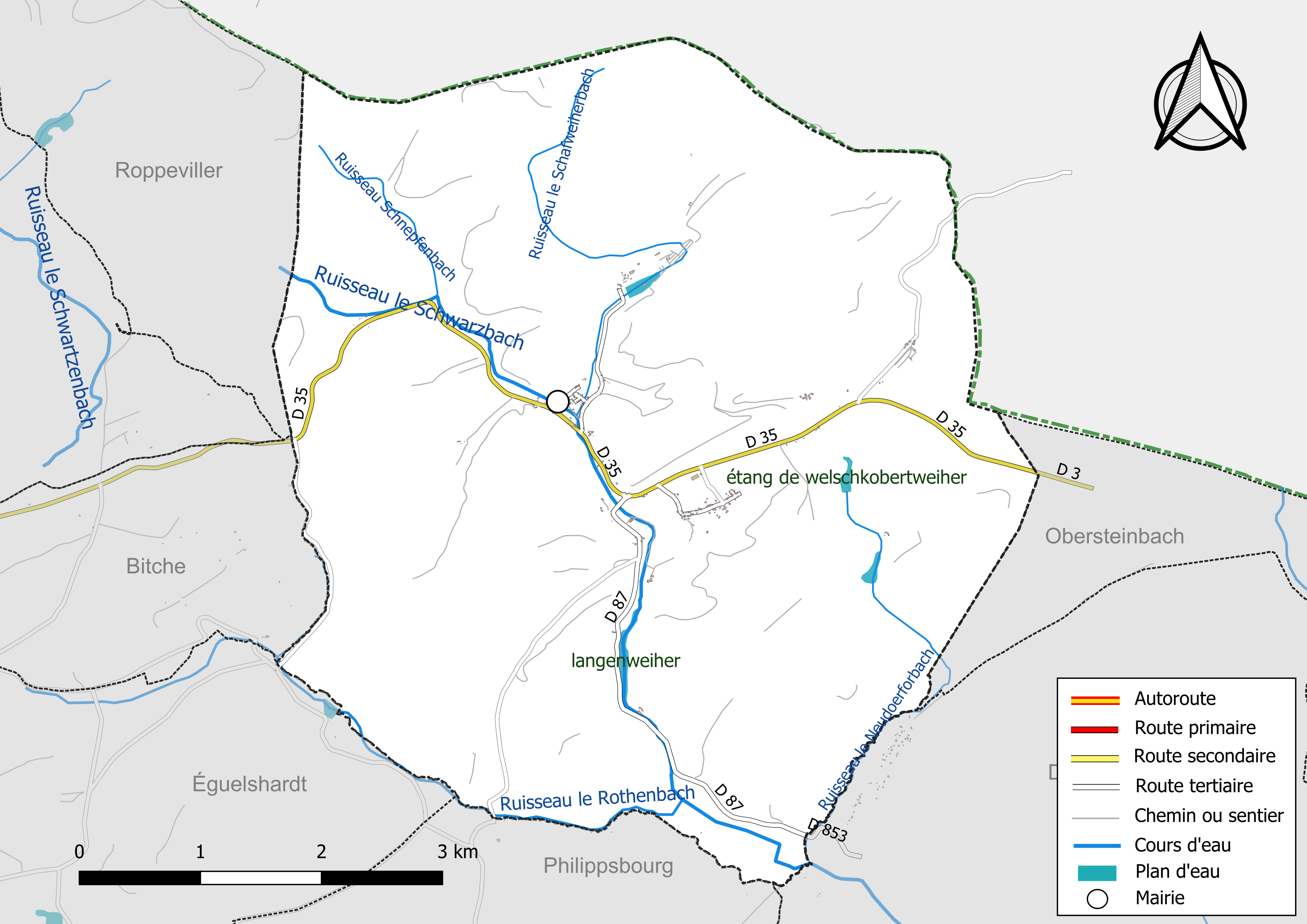
Réseaux hydrographique et routier de Sturzelbronn.

#### Gestion et qualité des eaux
Le territoire communal est couvert par le schéma d'aménagement et de gestion des eaux (SAGE) « Moder ». Ce document de planification, dont le territoire correspond au bassin versant de la Moder, d'une superficie de 1 720 km2,  est en cours d'élaboration. La structure porteuse de l'élaboration et de la mise en œuvre est le Syndicat des Eaux et de l’Assainissement Alsace-Moselle (SDEA). Il définit sur son territoire les objectifs généraux d’utilisation, de mise en valeur et de protection quantitative et qualitative des ressources en eau superficielle et souterraine, en respect des objectifs de qualité définis dans le SDAGE  du Bassin Rhin-Meuse.
La qualité des eaux des principaux cours d’eau de la commune, notamment du ruisseau le Schwarzbach, peut être consultée sur un site dédié géré par les agences de l’eau et l’Agence française pour la biodiversité. Ainsi en 2019, dernière année d'évaluation disponible en 2022, l'état écologique du ruisseau le Rothenbach était jugé bon (vert).

### Climat
Pour des articles plus généraux, voir Climat du Grand Est et Climat de la Moselle.
En 2010, le climat de la commune est de type climat des marges montargnardes, selon une étude du Centre national de la recherche scientifique s'appuyant sur une série de données couvrant la période 1971-2000. En 2020, Météo-France publie une typologie des climats de la France métropolitaine dans laquelle la commune est exposée à un climat semi-continental et est dans la région climatique  Vosges, caractérisée par une pluviométrie très élevée (1 500 à 2 000 mm/an) en toutes saisons et un hiver rude (moins de 1 °C). 
Pour la période 1971-2000, la température annuelle moyenne est de 10,1 °C, avec une amplitude thermique annuelle de 17,2 °C. Le cumul annuel moyen de précipitations est de 876 mm, avec 12,2 jours de précipitations en janvier et 10,1 jours en juillet. Pour la période 1991-2020, la température moyenne annuelle observée sur la station météorologique de Météo-France la plus proche, « Mouterhouse », sur la commune de Mouterhouse à 13 km à vol d'oiseau, est de 10,1 °C et le cumul annuel moyen de précipitations est de 954,2 mm. 
La température maximale relevée sur cette station est de 40,4 °C, atteinte le 25 juillet 2019 ; la température minimale est de −23 °C, atteinte le 13 janvier 1987,,. 
Les paramètres climatiques de la commune ont été estimés pour le milieu du siècle (2041-2070) selon différents scénarios d'émission de gaz à effet de serre à partir des nouvelles projections climatiques de référence DRIAS-2020. Ils sont consultables sur un site dédié publié par Météo-France en novembre 2022.

## Urbanisme

### Typologie
Au 1er janvier 2024, Sturzelbronn est catégorisée commune rurale à habitat dispersé, selon la nouvelle grille communale de densité à sept niveaux définie par l'Insee en 2022.
Elle est située hors unité urbaine et hors attraction des villes,.

### Occupation des sols
L'occupation des sols de la commune, telle qu'elle ressort de la base de données européenne d’occupation biophysique des sols Corine Land Cover (CLC), est marquée par l'importance des forêts et milieux semi-naturels (95,5 % en 2018), une proportion sensiblement équivalente à celle de 1990 (95,9 %). La répartition détaillée en 2018 est la suivante : 
forêts (94,6 %), prairies (4,5 %), milieux à végétation arbustive et/ou herbacée (0,9 %). L'évolution de l’occupation des sols de la commune et de ses infrastructures peut être observée sur les différentes représentations cartographiques du territoire : la carte de Cassini (XVIIIe siècle), la carte d'état-major (1820-1866) et les cartes ou photos aériennes de l'IGN pour la période actuelle (1950 à aujourd'hui).

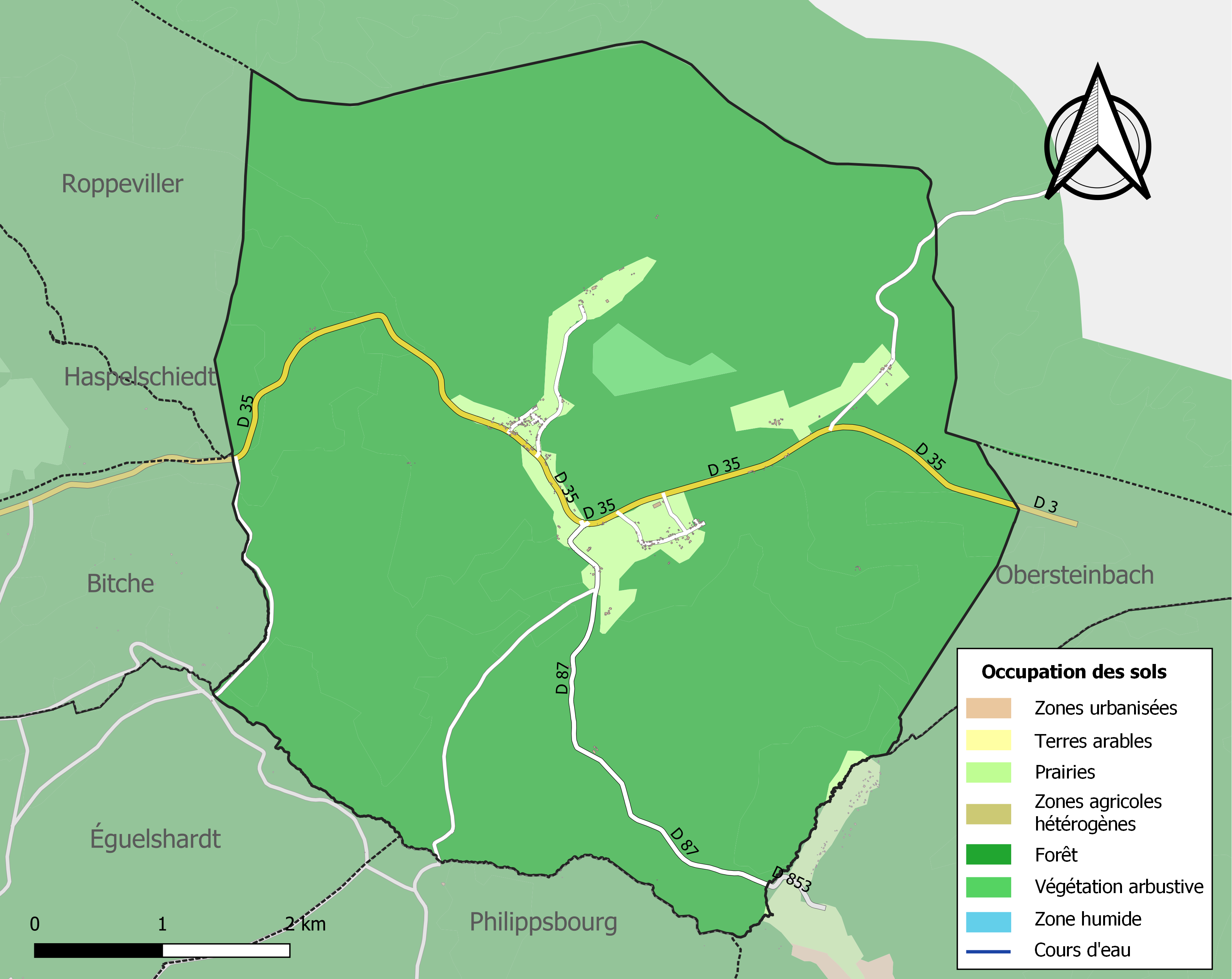
Carte des infrastructures et de l'occupation des sols de la commune en 2018 (CLC).

## Toponymie
- Sturzelbronn : Sturizelebornen (1196), Sturzelenboren (1274), Stuscelbronn (1295), Sturzelburn (1302), Sturcelburne (1314), Sturzelburn (1417), Sturzelburne (1467), Sturzelbronn (1539), Sturzelbrun (1557), Zturzelbrun (1576), Sturzelborn (1594), Sturzelborn (1606), Stilzbrone (1711), Stulzelbronn (1751), Stilzbronn (1756), Stultzbronn (1763), Stilsbronn (1769), Stirzelbronn (1779), Sturzelbronne (1793), Sturtzelbronn (1801), Stürzelbronn (1871-1918). En francique lorrain : Stirzelbrunn[35] (fontaine avec petite chute).
- Altzinsel :  Altzinsel (1755), Vieille-Zinzel (1771), La Vieille-Zenzel (1779), Alt-Zinzel (carte ét.-maj.), Altzingel (1854)[36].
- Bremendell : Brehendahl (1779), Bremendehel (1862), Brœnne-Dœl (carte de l'état-major)[36].
- Hartzhoff : Hartzhoffen (1779), Hartz (dictionnaire Viville)[36].
- Kobrett (Deutsch et Welsch) : Cobart (1178), Chobart (1348), Cobehart (1417), Kobert (1779)[36].

## Histoire
Des fragments de sculptures de l'époque gallo-romaine témoignent de l'antiquité du site, déjà mentionné en 1155 sous sa forme actuelle, signifiant fontaine jaillissante. Vieille terre lorraine, le pays de Bitche est une des premières possessions des ducs de Lorraine qui érigent au début du XIIe siècle un château à l’emplacement de l’actuelle citadelle et l'abbaye de Sturzelbronn.
- Guerre des paysans en Alsace et en Lorraine (1525)

## Politique et administration
| Période                                  | Période  | Identité         | Étiquette | Qualité                                                    |
| ---------------------------------------- | -------- | ---------------- | --------- | ---------------------------------------------------------- |
| Les données manquantes sont à compléter. |          |                  |           |                                                            |
| 1945                                     | 1947     | Auguste Hoff     |           | Nomination par l'Administration Américaine à la Libération |
| 1947                                     | 1971     | Alexandre Perès  |           |                                                            |
| 1971                                     | 1983     | Joseph Balva     |           |                                                            |
| 1983                                     | 2014     | Alphonse Steiner |           |                                                            |
| 2014                                     | En cours | Guillaume Krause |           | Ouvrier qualifié de type industriel                        |

Du point de vue administratif, le village est commune du canton de Bitche depuis 1790.

### Budget et fiscalité 2023

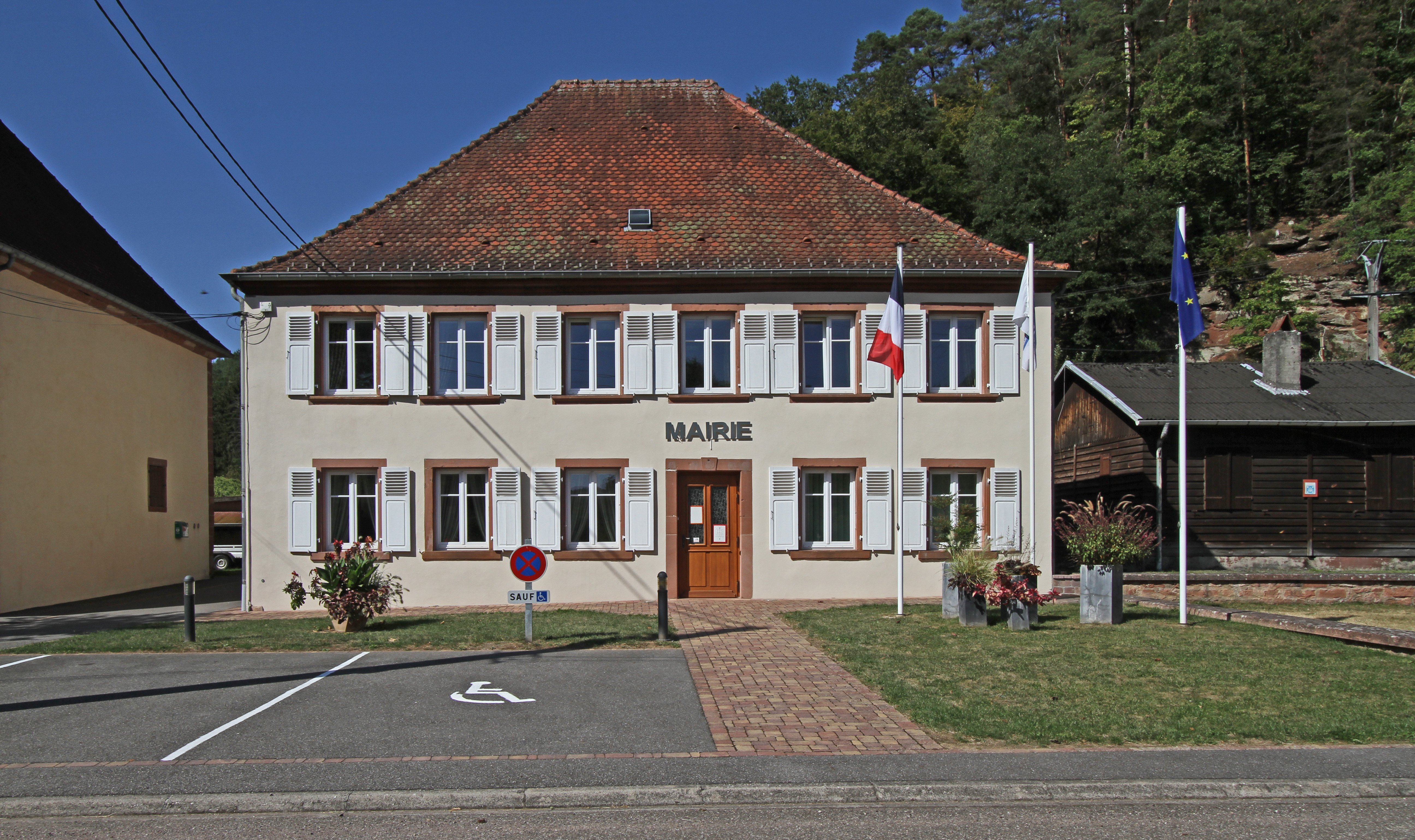
Mairie.

En 2023, le budget de la commune était constitué ainsi :
- total des produits de fonctionnement : 189 000 €, soit 1 092 € par habitant ;
- total des charges de fonctionnement : 135 000 €, soit 782 € par habitant ;
- total des ressources d'investissement : 151 000 €, soit 873 € par habitant ;
- total des emplois d'investissement : 142 000 €, soit 822 € par habitant ;
- endettement : 368 000 €, soit 2 120 € par habitant.

Avec les taux de fiscalité suivants :
- taxe d'habitation : 6,52 % ;
- taxe foncière sur les propriétés bâties : 19,62 % ;
- taxe foncière sur les propriétés non bâties : 41,93 % ;
- taxe additionnelle à la taxe foncière sur les propriétés non bâties : 0,00 % ;
- cotisation foncière des entreprises : 0,00 %.

Chiffres clés Revenus et pauvreté des ménages en 2021 : médiane en 2021 du revenu disponible, par unité de consommation : 21 080 €.

## Population et société

### Démographie

#### Évolution démographique
L'évolution du nombre d'habitants est connue à travers les recensements de la population effectués dans la commune depuis 1793. Pour les communes de moins de 10 000 habitants, une enquête de recensement portant sur toute la population est réalisée tous les cinq ans, les populations de référence des années intermédiaires étant quant à elles estimées par interpolation ou extrapolation. Pour la commune, le premier recensement exhaustif entrant dans le cadre du nouveau dispositif a été réalisé en 2006.

En 2022, la commune comptait 168 habitants, en évolution de −5,62 % par rapport à 2016 (Moselle : +0,52 %, France hors Mayotte : +2,11 %).
| 1793 | 1800 | 1806 | 1821 | 1836 | 1841 | 1861 | 1866 | 1871 |
| ---- | ---- | ---- | ---- | ---- | ---- | ---- | ---- | ---- |
| 181  | 240  | 249  | 340  | 324  | 348  | 421  | 438  | 357  |

| 1875 | 1880 | 1885 | 1890 | 1895 | 1900 | 1905 | 1910 | 1921 |
| ---- | ---- | ---- | ---- | ---- | ---- | ---- | ---- | ---- |
| 304  | 283  | 272  | 300  | 295  | 295  | 288  | 302  | 271  |

| 1926 | 1931 | 1936 | 1946 | 1954 | 1962 | 1968 | 1975 | 1982 |
| ---- | ---- | ---- | ---- | ---- | ---- | ---- | ---- | ---- |
| 272  | 290  | 287  | 241  | 241  | 234  | 239  | 239  | 205  |

| 1990 | 1999 | 2006 | 2011 | 2016 | 2021 | 2022 | - | - |
| ---- | ---- | ---- | ---- | ---- | ---- | ---- | - | - |
| 178  | 189  | 201  | 183  | 178  | 170  | 168  | - | - |

La population, peu importante, a augmenté jusqu'au milieu du XIXe siècle, passant de 215 habitants à 385 en 1851. Depuis elle n'a pas cessé de décroître et ne comptait plus que 179 habitants au recensement de 2014.

## Économie

### Entreprises et commerces

#### Agriculture
- Culture de légumes, de melons, de racines et de tubercules.
- Élevage d'autres animaux.
- Élevage de chevaux et d'autres équidés.
- Culture et élevage associés.

#### Tourisme
- Restaurant.
- Camping.
- Gîtes de France à Dambach, Neunhoffen.

#### Commerces
- Commerces et services à Lembach, Bitche, Philippsbourg, Dambach.

## Culture locale et patrimoine

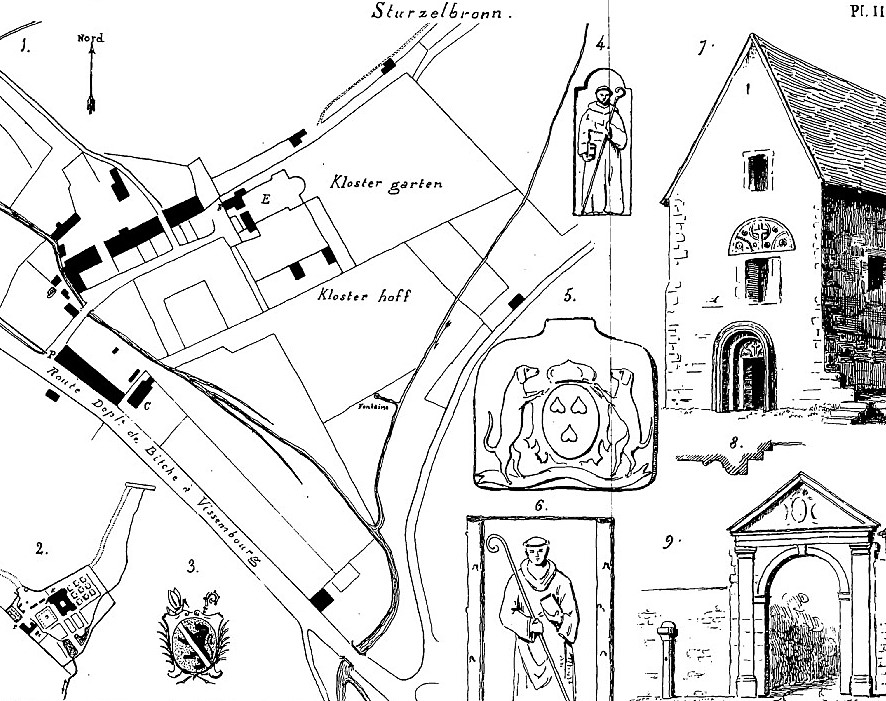
Recherches sur les sépultures des premiers ducs de la maison de Lorraine dans l'abbaye de Sturzelbronn[44].
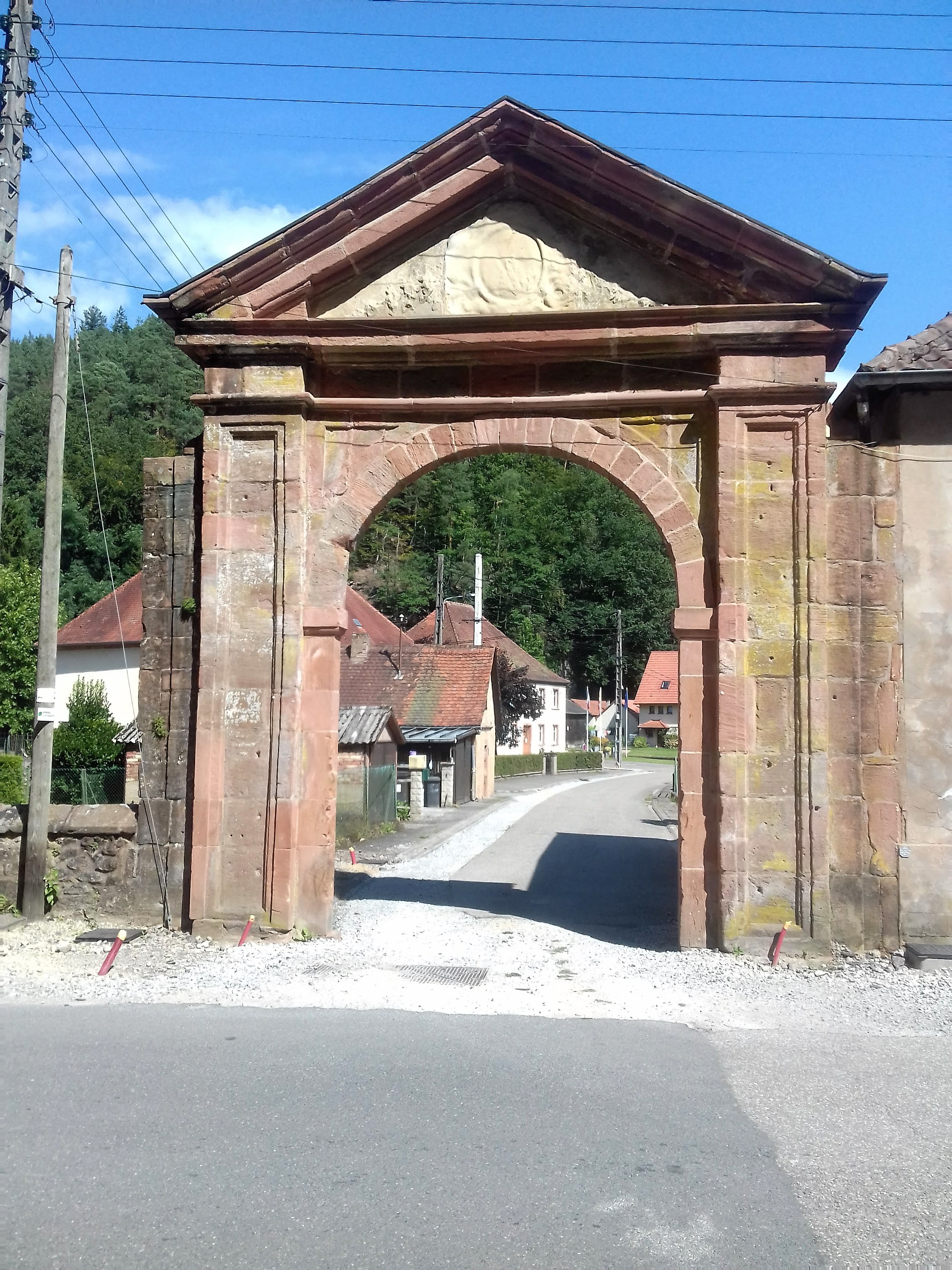
Portail de l'Abbaye.
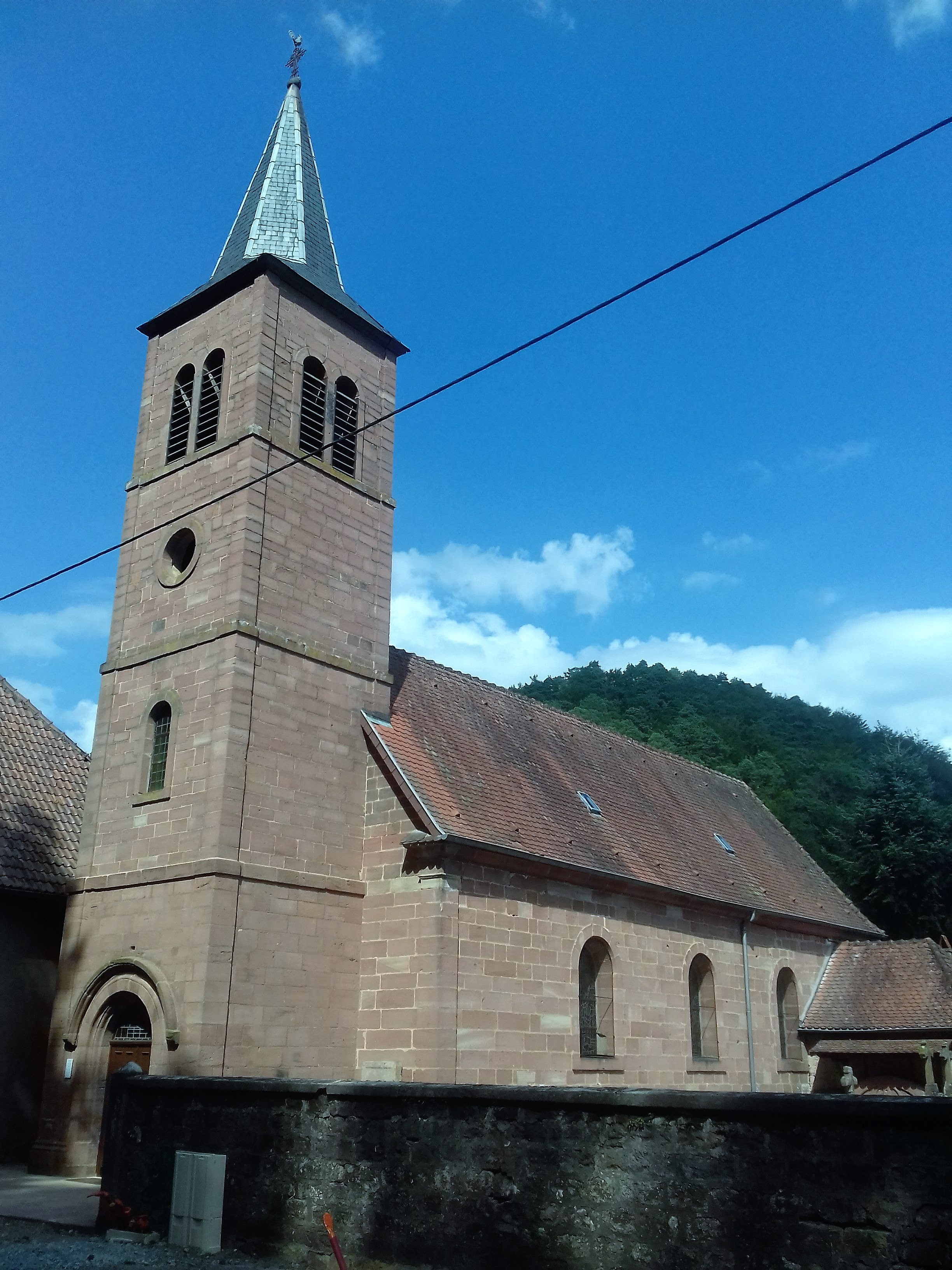
Église Sainte-Elisabeth.
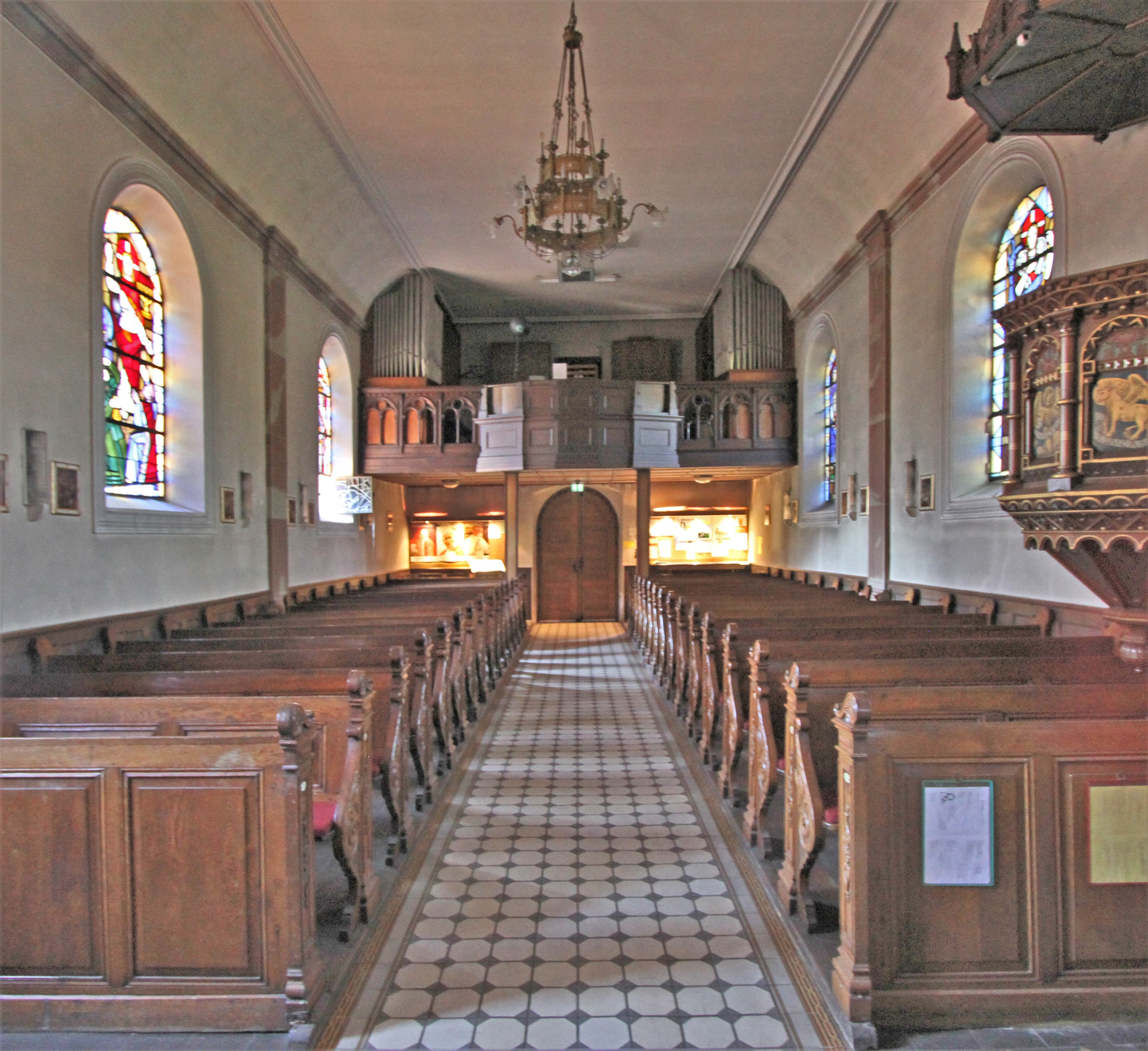
Orgue sur tribune.

### Lieux et monuments
Le monastère vise à l'origine à une relative autarcie, avec des moines agriculteurs, éleveurs et techniciens agricoles : pisciculture, digues, moulins, fabrique de sels de potasse, forges, scierie, tuilerie, faisanderie...

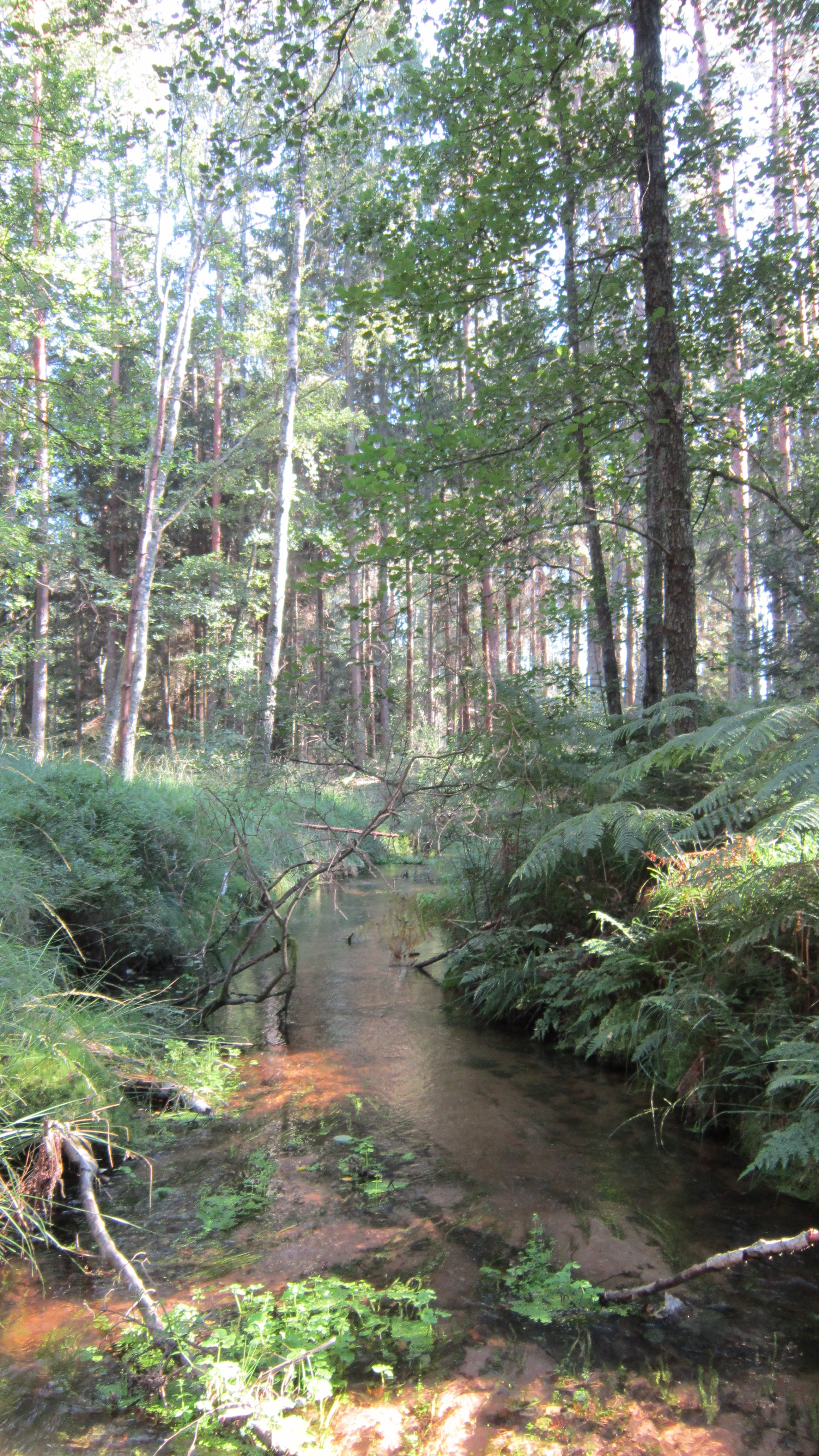
Réserve naturelle nationale des rochers et tourbières du Pays de Bitche.

- les caves creusées dans le grès, cellier troglodytique, anciennes carrières, glacière des moines à la Vallée des Vaches (Kuhtal),
- le mur d'enceinte,
- l'hospice,
- l'hostellerie,
- la boulangerie,
- la maison de la Dîme,
- l'école de l'abbaye,
- la promenade des moines,
- la maison du portier,
- la maison du marcaire,
- le pilori,
- la chapelle des étrangers,
- les digues et forges de Graffenweiher et Jaegerthal,
- la forge de Strurzelbronn,
- la borne dite Pierre de Corvée[45],
- la Main du Prince, évoquant à la fois une bataille du XIIIe siècle et la chanson du Waltharilied.
- la Montagne de la Croix (Kreuzberg),
- le Rocher des Cloches (Glockenfels),
- les granges et dépendances, centres d'exploitation agricole (de 200 à 300 hectares), exploitées par des frères convers, sous la surveillance d'un frère cellérier,
- les diverses censes et manses, fermes (affermées à des civils), dont le vieux Mühlenbach,
- l'écart disparu d'Altzinsel près de l'Erbsenthal.
- la Bremendell,
- les trois sentiers transfrontaliers balisés et paysagers,
- divers vestiges gallo-romains : pierre sculptée d'un monument funéraire,
- et les nombreux et remarquables sites rocheux, de grès rose des Vosges, si typiques pour le secteur, exemples : Kleiner Hundskopf et Grosser Hundskopf, Pilsfels et Geierfels ou Geierstein, Glockenfels et Luchsfels, Falkenberg et Rothenberg, Kandelfels et Landersberg, Kohlberg et Abrahamfels, Kreuzberg, Erbsenfels, etc.

#### Édifices religieux
La vie matérielle du monastère, globalement à l'origine d'une renaissance du pays de Bitche à cette époque, ne cède rien à la vie spirituelle :
- vestiges de l'abbaye cistercienne[46],[47], fondée en 1135 par saint Bernard[48],[49],
- église Sainte-Élisabeth, ancienne chapelle de l'abbaye[50],[51],[52].
  - Sarcophage de sépulture seigneuriale, réutilisé, extérieur[53],[54],

Orgue E.-A. Roethinger (1962).
Pierres tombales, intérieures,
et, donnant autrefois accès aux bâtiments entourés d'un mur de clôture, le portail, à fronton triangulaire porté par des piédroits à table rentrante, qui date des premières décennies du XVIIIe siècle et constitue l'un des derniers témoignages de la reconstruction de l'abbaye à cette époque.
- Plaque d'église faisant office de Monument aux morts[58] : Conflits commémorés : Guerre franco-allemande de 1914-1918.
- Stèle en hommage aux victimes de l'accident du 7 mai 1954[59].

### Personnalités liées à la commune
- Simon Ier de Lorraine qui fonde notamment l'abbaye cistercienne de Sturzelbronn en 1135 où il est inhumé et qui sera le lieu de sépulture des ducs de Lorraine pendant un siècle.

### Héraldique
| Blason | Blasonnement : D'or au lion de sable, terrassé ondé d'azur, à la cotice de gueules Commentaires : Il s'agit des armes de l'abbaye de Sturzelbronn, auxquelles a été ajouté le terrassé ondé, représentant l'eau courante d'une fontaine (Brunnen, Bronn). |